# Burg Neustadt
Die verschwundene Burg Neustadt lag auf einem Bergsporn in Neustadt an der Rems, einem Ortsteil der Stadt Waiblingen im Rems-Murr-Kreis in Baden-Württemberg. Über die ehemalige Burganlage, von der nur geringe Reste erhalten sind, ist heute nur noch wenig bekannt.

## Lage
Die Burganlage befand sich auf der südwestlichen, äußersten Spitze der felsigen Neustädter Bergnase. Der Bergsporn aus Muschelkalk liegt etwa 60 m über der Rems und dem ehemaligen Bad Neustadt. Heute ist das Gebiet (Straße Im Unterdorf) modern bebaut oder dient als Gärten, in früheren Zeiten auch als Weinberge. Die Flurnamen in dem Gebiet lauten Im Törle, Schloßberg und Burgstraße. Heute ist der Schloßberg vor allem als Badberg bekannt.

## Beschreibung
Heute ist von der Burg nur noch ein Keller mit konischen Fensterschlitzen erhalten. Über das Aussehen der ehemaligen Burganlage ist nicht viel bekannt, das Grundstück befindet sich in Privateigentum und kann nicht besichtigt werden. 1978 kamen im Zuge des Neubaus eines landwirtschaftlichen Anwesens (Haus Bindel) zahlreiche Mauern von 1,45 bis 1,60 m Stärke zum Vorschein. Unweit davon konnten noch 3 m hohes Buckelquadermauerwerk nachgewiesen werden. Darunter befand sich älteres Mauerwerk von einem Vorgängerbauwerk. Die Ausmaße der Befestigungsanlage betrugen wahrscheinlich 15 auf 22 m. Der Zugang zur Burg war einst durch einen mannstiefen Halsgraben gesichert, von dem heute jedoch keine Reste mehr sichtbar sind.

## Geschichte
Über die Geschichte der Burg Neustadt ist – wie bei den meisten Befestigungen im Rems-Murr-Kreis – nicht viel bekannt. Auch ist ein ursprünglicher Name nicht überliefert. Möglicherweise beherbergte der Bergsporn schon in der Zeit der Hohenstaufer eine Burg. Für diese Theorie spricht, dass bei den Ausgrabungen Reste eines Vorgängerbauwerks gefunden wurden. Zur Versorgung der Burg mit Lebensmitteln entstand das befestigte Hofgut Hochflur. Nach dem Aussterben der Staufer konnte sich das Haus Württemberg große Teile der staufischen Besitztümer aneignen. Als Rudolf I. von Habsburg zum deutschen König gewählt wurde, versuchte dieser die alten staufischen Güter für sein Haus zu gewinnen. Es kam zu einer bewaffneten Auseinandersetzung, den der Habsburger für sich entscheiden konnte. Nach dem Krieg beauftragte Rudolf seinen Schwager, den Grafen Albrecht von Hohenberg, Landvogt in Niederschwaben, mit den Wiederaufbau der Burg, die wohl zusammen mit der Burg Remseck errichtet wurde. Als Arbeiter wurden Bauern der Umgebung und Kriegsgefangene verpflichtet. Mit der neuen Burg sollte ein Stützpunkt und Gegengewicht gegen das württembergische Waiblingen errichtet werden. Neben der Burg entstand eine Siedlung, die 1298 erstmals Neustadt (Novo Civitas) genannt wurde.  Der Name weist darauf hin, dass Neustadt eine "Konkurrenzgründung" gegen das ältere Waiblingen war. Im Rahmen der Auseinandersetzungen zwischen Württemberg und dem Reich Ende des 13. Jahrhunderts und Anfang des 14. Jahrhunderts kam der Burg und der Stadt eine wichtige Rolle zu. Anschließend verlor die Burg ihre Bedeutung und verfiel langsam zu einer Ruine. 1494 war sie noch sichtbar. Auch im 16. Jahrhundert war die Burg als Ruine wahrscheinlich noch vorhanden. Ein Hinweis darauf könnte sich in Georg Gadners Kartenwerk (entstanden zwischen 1585 und 1596) erhalten haben, in der in Neustadt noch ein großes Gebäude mit Turm zu sehen ist. Spätestens im Dreißigjährigen Krieg dürfte die Burg dann endgültig abgegangen sein, die letzten Mauerreste wurden überbaut.

## Sage
Noch im 20. Jahrhundert erzählte man sich in Neustadt, dass ein unterirdischer Gang von der Burg zum Schloss Großheppach geführt habe.